# Drusus hackeri
Drusus hackeri är en nattsländeart som beskrevs av Malicky 1986. Drusus hackeri ingår i släktet Drusus och familjen husmasknattsländor. Inga underarter finns listade i Catalogue of Life.